# Astropecten celebensis
Astropecten celebensis är en sjöstjärneart som beskrevs av Doderlein 1917. Astropecten celebensis ingår i släktet Astropecten och familjen kamsjöstjärnor. Inga underarter finns listade i Catalogue of Life.